# Amblyeleotris neumanni
Amblyeleotris neumanni är en fiskart som beskrevs av Randall och Earle 2006. Amblyeleotris neumanni ingår i släktet Amblyeleotris och familjen smörbultsfiskar. Inga underarter finns listade i Catalogue of Life.